# Oligodesmus michelbacheri
Oligodesmus michelbacheri är en mångfotingart som beskrevs av Chamberlin 1957. Oligodesmus michelbacheri ingår i släktet Oligodesmus och familjen orangeridubbelfotingar. Inga underarter finns listade i Catalogue of Life.